# Ronell Renett Klopper
Pour les articles homonymes, voir Klopp et Visser.
Ronell Renett Klopper, née Visser le 26 janvier 1974 , est une botaniste sud-africaine.

## Œuvres
- Ronell R. Klopper et al., Checklist of the flowering plants of sub-saharan Africa : An index of accepted names and synonyms, Pretoria, SABONET, coll. « Rapport du Réseau de la Diversité Botanique d'Afrique Australe » (no 42), 2006, 894 p. (ISBN 978-1-919976-27-3 et 1-919976-27-2)
- Ronell R. Klopper, Gideon F. Smith et A.C. Chikuni, L'initiative taxonomique mondiale : Documenter la biodiversité en Afrique : Délibérations de l'atelier organisé au Jardin Botanique National de Kirstenbosch, Cape Town, Afrique du Sud (27 février - 1 mars 2001), coll. « Strelitzia » (no 12), 2001, 204 p. (ISBN 978-1-919795-63-8 et 1-919795-63-4)
- (en) Olwen M. Grace, Ronell R. Klopper, Estrela Figueiredo et Gideon F. Smith, The Aloe names book, coll. « Strelitzia » (no 28), 232 p. (ISBN 978-1-919976-64-8).